# جون ماكديرموت (لاعب غولف)
جون ماكديرموت (بالإنجليزية: John McDermott)‏ هو لاعب غولف أمريكي، ولد في 12 أغسطس 1891 في فيلادلفيا في الولايات المتحدة، وتوفي بنفس المكان في 1 أغسطس 1971.